# Adam Collins
Adam Collins − brytyjski kaskader, aktor, reżyser i scenarzysta filmowy, zawodowy żołnierz. 

## Życiorys
Przez sześć lat służył jako komandos w Royal Marines, biorąc udział w dwóch trasach operacyjnych, w tym w Afganistanie. Został wyszkolony jako specjalista w zakresie umiejętności wojskowych, w tym zjeżdżanie na linie ze śmigłowca / fast-rope, desant morski, treningu walki bez broni i broni palnej. Zdobył czarny pas w karate i kickboxingu. 
Po odbyciu służby wojskowej, w 2012 rozpoczął karierę filmową. Debiutował w roli aktorskiej jako Rick w dreszczowcu krótkometrażowym Killer Instinct (2012). Wystąpił potem m.in. w dreszczowcu Michaela Cuesty American Assassin (2017) z Dylanem O’Brienem i Michaelem Keatonem, filmie szpiegowskim Matthew Vaughna Kingsman: Złoty krąg (Kingsman: To Chuc Hoang Kim, 2017) z Colinem Firth, Channingiem Tatum, Halle Berry i Julianne Moore. Był kaskaderem na planie Transformers: Ostatni rycerz (Transformers: The Last Knight, 2017), Dunkierka (2017) czy Mission: Impossible – Fallout (M: I 6 - Mission Impossible, 2018).

## Wybrana filmografia
- 2012: Killer Instinct (film krótkometrażowy) jako Rick
- 2017: Liga Sprawiedliwości (Justice League) jako policjant SO19
- 2016: Peaky Blinders jako oficer Collins
- 2017: Kingsman: Złoty krąg (Kingsman: To Chuc Hoang Kim) jako amerykański operator Mansura
- 2018: Operacja Overlord (Overlord) jako spadochroniarz